# Anders Möller
Karl Anders Gösta Möller, född 2 december 1962 i Mölndal, är en svensk sångare och gitarrist, mest känd som frontfigur i bandet Black Ingvars.
Möller startade tidigt sin musikkarriär tidigt på 70-talet och blev trummis i punkbandet Slobobans Undergang. Bandet blev snabbt etablerat i Göteborgspunkkretsar. Anders Möller blev sedermera trummis i 60-tals banden Silly Muffins, The Muffins och The Heat. The Heat var ett rock- och popband med rötterna i 60-talet. I dessa band spelade han trummor och utvecklade sin sångröst till leadsinger. Anders Möller sjöng också på ett album med glamrockarna Swedish Erotica på 90-talet, frontade hårdrockarna Madison under senare delen av 1980-talet samt spelade runt om i Göteborg i Ozzy Osbourne-coverbandet Crazy Train med bland annat King Diamond-gitarristen Pete Blakk.

## Diskografi
- 1995 – Earcandy Six
- 1995 – Earcandy Five
- 1997 – Sjung och var glad med Black-Ingvars
- 1998 – Schlager Metal
- 1999 – Heaven Metal
- 2000 – Kids Superhits
- 2001 – The Very Best of dansbandshårdrock
- 2001 – Sjung och var glad med Black-Ingvars 2